# Ukraine Air Enterprise
Ukraine Air Enterprise ist die Flugbereitschaft der Luftwaffe der Ukraine mit Sitz in Boryspil. Ihre Hauptaktivitäten sind Organisation, Bereitstellung und Ausführung von speziellen Flügen im In- und Ausland für Regierungsmitglieder, hochrangige Beamte und offizielle Delegationen der Ukraine.

## Flotte
Die Flotte gehört zum 15. Lufttransportregiment und besteht Stand Januar 2019 aus drei Flugzeugen und einem Helikopter:
- 1 Airbus A319CJ
- 1 Antonow An-148
- 1 Antonow An-74TK-300
- 1 Mil Mi-8